# Новоткі (Вармінсько-Мазурське воєводство)
Новоткі (пол. Nowotki, нім. Riesenburg-Neuhausen) — село в Польщі, у гміні Ельблонґ Ельблонзького повіту Вармінсько-Мазурського воєводства.
Населення — 145 осіб (2011).
З с. Новоткі походив перший голова заряду повітового правління УСКТ в Ельблонгу (09.1956 р.)  – І. Корольчук. Багаторічним вчителем пункту навчання українській мові у селі був Євген Наконечний.  
У 1975-1998 роках село належало до Ельблонзького воєводства.

## Демографія
Демографічна структура станом на 31 березня 2011 року:
|          | Загалом | Допрацездатний вік | Працездатний вік | Постпрацездатний вік |
| -------- | ------- | ------------------ | ---------------- | -------------------- |
| Чоловіки | 71      | 18                 | 49               | 4                    |
| Жінки    | 74      | 12                 | 52               | 10                   |
| Разом    | 145     | 30                 | 101              | 14                   |